# 辰已法律研究所
辰已法律研究所（たつみほうりつけんきゅうじょ）は、日本の資格試験予備校。司法試験の予備校としては最も老舗。司法試験を中心に、法律関係の資格試験の受験指導をする。本部は東京都新宿区高田馬場にある。司法試験対策を中心に行っている（かつては司法試験専門だった）ため、他の資格試験予備校に比べて、校舎は主要都市に限られる。

## 概要
1972年に元検察官の近藤仁一弁護士の私塾として受験指導を開始する。近藤が病気で引退した後、規模を拡大する。2009年現在、司法試験対策の講座や法科大学院入試の講座、司法書士等の資格試験の受験指導も行う。

## 対応試験
- 司法試験
- 司法試験予備試験
- 法科大学院入試
- 司法書士試験
- 社会保険労務士試験
- 弁理士試験
- 宅地建物取引士試験
- 行政書士試験

## 専任講師
- 司法試験・法科大学院・司法試験予備試験
  - 論文答練担当専任講師（五十音順）
    - 稲村晃伸 - 弁護士
    - 岩崎章浩 - 弁護士
    - 金沢幸彦 - 弁護士
    - 貞永憲佑 - 弁護士
    - 西口竜司 - 弁護士
    - 原孝至 - 弁護士
    - 福田俊彦 - 弁護士
    - 古川直裕 - 弁護士
    - 本多諭 - 弁護士

  - その他の専任講師
    - 加藤晋介 - 弁護士、主任講師
    - 菊地幸夫 - 弁護士、元最高裁判所司法研修所教官
    - 柳澤憲 - 弁護士
    - 佐藤剛志 - 弁護士
    - 塩見恭平 - 弁護士

  - 以前の専任講師
    - 井藤公量 - 岡山大学大学院法務研究科教授
    - 斎藤隆
    - 米谷達也 - 法科大学院適性試験対策担当、2007年3月大宮法科大学院修了
- 司法書士試験
  - 専任講師（五十音順）
    - 田端恵子 - 司法書士
    - 千葉真人 - 司法書士試験及び司法試験合格者
    - 日吉雅之 - 司法書士
    - 松本雅典 - 司法書士試験合格者

  - 以前の専任講師
    - 朝倉日出男 - 司法書士試験合格者
    - 海老澤毅 - 司法書士
    - 小玉真義 - 司法書士試験合格者
    - 森計彰 - 司法書士

## 沿革
- 1972年　近藤仁一弁護士が個人で受験指導を開始
- 1977年　東京飯田橋にて、株式会社辰已法律研究所設立。その後、市ヶ谷（左官会館）に移転。
- 1982年　東京都新宿区百人町2-24-30（大久保駅そば）の住宅地に3階建ての自社ビルを建設し、移転
- 1989年　大阪に別法人（後に東京本校と統合）を設立し、大阪本校を開校
- 1993年　初の大学との教育提携（立命館大学）
- 1994年　東京都新宿区高田馬場3-3に高田馬場センターを開校
- 1995年　東京都新宿区高田馬場4-3-6に、東京本校と高田馬場センターを移転して統合
- 1997年　東京本校隣接地の早稲田予備校スモール校舎（当時四谷大塚が使用）を、東京本校スモール校舎とする
- 1998年　名古屋本校を名古屋市中村区名駅4-26-22　名駅ビルディング２階に開校
- 2002年　大阪本校の経営母体が東京本校に復帰、大阪本校・京都本校を運営していたリーガルフロンティア21は司法試験予備校から撤収、パラリーガル養成機関兼派遣業へシフト（現在は無関係）。同時に大阪本校は丸ビル新館から大阪市北区太融寺町5-13の東梅田パークビルへ移転。
- 2003年　法科大学院入試対策講座開講。辰已法科大学院進学スクールが東京本校そばの春秋会館跡地に開校。京都本校が京都市の梅屋町から京都市下京区四条通烏丸の京都三井ビルに移転。
- 2004年　辰已キャリアデザインスクール（現渋谷答練センター）が東京都渋谷区渋谷2-18-3に開校。福岡本校が福岡市中央区天神1-10-17に開校。司法試験対策講座開講
- 2005年　横浜本校を横浜市神奈川区鶴屋町2-23-5に開校
- 2006年　春秋会館跡地の教室を閉鎖
- 2012年11月　名古屋本校を名古屋市中村区名駅南1-23-3　第2アスタービル４階に移転
- 2019年   横浜本校を4月をもって閉校。名古屋本校（7月16日をもって）、福岡本校（7月24日をもって）、京都本校（8月31日をもって）休校。7月23日から大阪本校が大阪市北区堂山町1-5　三共梅田ビル８階に移転。存続校舎における辰巳刊行書籍以外の取り扱い廃止。
- 2020年　新型コロナウイルス感染症流行に伴う緊急事態宣言下において、初のリモートによる模試を開催。初の他予備校とのWEB配信連携（BEXA）

## 提携大学
関西大学、関東学院大学、甲南大学、専修大学、中央大学OB団体、同志社女子大学、東北学院大学、東洋大学、獨協大学、明治大学、名城大学、立命館大学